# Élections législatives andorranes de 1985
Les élections législatives de 1985 en Andorre (en catalan : Eleccions al Consell General d'Andorra de 1985) se sont tenues le 12  et le 19 décembre 1985 (premier & second tour), afin de renouveler les 28 sièges du Conseil général.

## Système électoral
Chaque circonscription élit 4 conseillers généraux. Les limites des circonscriptions correspondent à celles des paroisses. Le suffrage est universel pour tous les citoyens disposant de la nationalité andorrane. Pour la première fois, l'âge du droit de vote est abaissé à 18 ans contre 21 ans auparavant. 
Les partis politiques n'ayant pas été légalisés jusqu'à la promulgation de la Constitution d'Andorre en 1993, les candidats se regroupent sous des sigles nommés groupes politiques (grups polítics). La presse a séparé les candidats en deux groupes : les continuistes (favorables au gouvernement sortant) et les opposants.

## Résultats
La participation est de 81,7 %. À la suite de ces élections Josep Pintat-Solans devient chef du gouvernement. Il est également à noter qu'à la suite de cette élection, María Teresa Armengol devient la première femme élue démocratiquement conseillère générale.